# محلی‌گرایی (سیاست)
محلی‌گرایی یا لوکالیسم فلسفه‌های سیاسی را توصیف می‌کند که به امور محلی اولویت می‌دهند. محلی‌گرایی به‌طور کلی حامی تولید و مصرف محصولات محلی، محلی کردن کنترل دولت، و ترویج تاریخ محلی، هویت محلی و فرهنگ محلی است. محلی‌گرایی می‌تواند در تضاد با منطقه‌گرایی و دولت مرکزی باشد و متضاد آن را می‌توان در حکومت متمرکز یافت.
محلی گرایی همچنان می تواند به سیستم حکومتی اشاره کند که در آن حکومت مرکزی به گونه ای سازمان یافته است که خودمختاری محلی محافظت شده باشد بر خلاف الگوی معمول حکومت ها که در طی زمان متمرکز تر می شود .

## تاریخ
محلی‌گرایان معتقدند در سرتاسر تاریخ جهان، بیشتر مؤسسات اقتصادی در مقیاس محلی قرار داشتند تا منطقه‌ای، بین‌منطقه‌ای و جهانی (تا اواخر قرن نوزدهم و اوایل قرن بیستم). تنها امپریالیسم و انقلاب صنعتی بود که مقیاس‌های محلی را کمرنگ کرد. بیشتر حامیان محلی‌گرایی خود را مدافع جنبه‌های این شیوهٔ قدیمی‌تر زندگی قرار می‌دهند؛ لفظ دوباره‌محلی‌سازی بدین منظور به کار می‌رود.
در دههٔ ۱۹۸۰ جنبشی برای خرید محصولات تولیدشده به صورت محلی در ایالات متحده به راه افتاد که رگه‌های مشهودی از محلی‌گرایی را به همراه داشت. این جنبش از کشاورزی آلی نشأت گرفت و ظاهراً با رشد نارضایتی از گواهی آلی و شکست مدل اقتصادیِ کشاورزی صنعتی برای خرده‌کشاورزان قوت گرفت.